# Marray
Marray és un municipi francès, situat al departament de l'Indre i Loira i a la regió de Centre – Vall del Loira. L'any 2007 tenia 399 habitants.

## Demografia

### Població
El 2007 la població de fet de Marray era de 399 persones. Hi havia 150 famílies, de les quals 32 eren unipersonals (20 homes vivint sols i 12 dones vivint soles), 43 parelles sense fills, 71 parelles amb fills i 4 famílies monoparentals amb fills.
La població ha evolucionat segons el següent gràfic:
Habitants censats

### Habitatges
El 2007 hi havia 192 habitatges, 155 eren l'habitatge principal de la família, 30 eren segones residències i 7 estaven desocupats. 176 eren cases i 14 eren apartaments. Dels 155 habitatges principals, 126 estaven ocupats pels seus propietaris, 28 estaven llogats i ocupats pels llogaters i 1 estava cedit a títol gratuït; 1 tenia una cambra, 13 en tenien dues, 24 en tenien tres, 28 en tenien quatre i 89 en tenien cinc o més. 98 habitatges disposaven pel capbaix d'una plaça de pàrquing. A 59 habitatges hi havia un automòbil i a 90 n'hi havia dos o més.

### Piràmide de població
La piràmide de població per edats i sexe el 2009 era:
| Homes | Edats   | Dones |
| ----- | ------- | ----- |
| 0     | 95 o +  | 0     |
| 0     | 90 a 94 | 0     |
| 4     | 85 a 89 | 12    |
| 0     | 80 a 84 | 4     |
| 4     | 75 a 79 | 4     |
| 12    | 70 a 74 | 4     |
| 0     | 65 a 69 | 8     |
| 8     | 60 a 64 | 0     |
| 0     | 55 a 59 | 0     |
| 0     | 50 a 54 | 8     |
| 16    | 45 a 49 | 12    |
| 24    | 40 a 44 | 12    |
| 16    | 35 a 39 | 20    |
| 12    | 30 a 34 | 16    |
| 4     | 25 a 29 | 12    |
| 12    | 20 a 24 | 0     |
| 24    | 15 a 19 | 8     |
| 4     | 10 a 14 | 12    |
| 16    | 5 a 9   | 8     |
| 16    | 0 a 4   | 20    |

## Economia
El 2007 la població en edat de treballar era de 268 persones, 218 eren actives i 50 eren inactives. De les 218 persones actives 201 estaven ocupades (104 homes i 97 dones) i 17 estaven aturades (11 homes i 6 dones). De les 50 persones inactives 18 estaven jubilades, 20 estaven estudiant i 12 estaven classificades com a «altres inactius».

### Ingressos
El 2009 a Marray hi havia 158 unitats fiscals que integraven 428 persones, la mediana anual d'ingressos fiscals per persona era de 17.433 €.

### Activitats econòmiques
Dels 15 establiments que hi havia el 2007, 1 era d'una empresa de fabricació d'altres productes industrials, 5 d'empreses de comerç i reparació d'automòbils, 3 d'empreses de transport, 2 d'empreses d'informació i comunicació, 1 d'una empresa financera, 2 d'empreses immobiliàries i 1 d'una empresa classificada com a «altres activitats de serveis».
Dels 4 establiments de servei als particulars que hi havia el 2009, 1 era una oficina bancària, 1 funerària, 1 taller de reparació d'automòbils i de material agrícola i 1 agència immobiliària.
L'any 2000 a Marray hi havia 19 explotacions agrícoles que ocupaven un total de 1.170 hectàrees.

## Equipaments sanitaris i escolars
El 2009 hi havia una escola elemental integrada dins d'un grup escolar amb les comunes properes formant una escola dispersa.

## Poblacions més properes
El següent diagrama mostra les poblacions més properes.